# Yilan (Harbin)
Yilan (chinesisch 依蘭縣 / 依兰县, Pinyin Yīlán Xiàn) ist ein Kreis der Unterprovinzstadt Harbin in der nordostchinesischen Provinz Heilongjiang. Er hat eine Fläche von 4.606 km² und zählt 258.345 Einwohner (Stand: Zensus 2020). Sein Hauptort ist die Großgemeinde Yilan.

## Administrative Gliederung
Auf Gemeindeebene setzt sich der Kreis aus sechs Großgemeinden, zwei Gemeinden, einer Nationalitätengemeinde, einem Forstbüro und zwei Staatsfarmen zusammen. Diese sind:
- Großgemeinde Yilan (依兰镇), Sitz der Kreisregierung;
- Großgemeinde Dalianhe (达连河镇);
- Großgemeinde Daotaiqiao (道台桥镇);
- Großgemeinde Hongkeli (宏克利镇);
- Großgemeinde Jiangwan (江湾镇);
- Großgemeinde Sandaogang (三道岗镇);
- Gemeinde Tuanshanzi (团山子乡);
- Gemeinde Yugong (愚公乡);
- Gemeinde Yinglan der Koreaner (迎兰朝鲜族乡);
- Kreisforstbüro Yilan (依兰县林业局);
- Staatsfarm Songhuajiang (松花江农场);
- Staatsfarm Yilan (依兰农场).